# برایان موینیهان
برایان موینیهان (به انگلیسی: Brian Moynihan) (زاده ۹ اکتبر ۱۹۵۹) وکیل، کارآفرین و مدیر ارشد اجرایی آمریکایی است، که اکنون به‌عنوان مدیر عامل اجرایی و عضو هیئت مدیره بنک آو امریکا فعالیت می‌نماید. وی پیش از این مدیرعامل بانک مریل لینچ بود.
او عضو شورای رقابت پذیری و مشارکت برای رود آیلند است.